# Rimpel
Rimpel war ein ungarisches Volumen- und Getreidemaß. Andere Begriffe waren Fel meszely für ein halbes Seitel oder Pfiff.
Meszely oder Seitel war von 1808 bis 1838 durch Gesetz der Pressburger Metzen mit 64 Halbe auf 2 Rimpel festgelegt. Nach 1838 wurde wieder das Maß vor 1808 mit 75 Halbe zu 62,518 Liter verwendet. Die Maße waren bis 1. Mai 1854 gültig, dann galten die niederösterreichischen Maße und Gewichte entsprechend der kaiserlichen Festlegung aus dem Jahr 1853.
- 1 Rimpel = 10,5 Pariser Kubikzoll = 1/5 Liter
- 4 Rimpel = 2 Seitel = 1 Halbe/Icze[2]
- 256 Rimpel = 1 Eimer oder Metzen